# GameKing
GameKing is een reeks van draagbare spelcomputer van de firma TimeTop dat voor het eerst op de markt kwam in 2003. Hoewel de GameKing-modellen wereldwijd werden verkocht, had het product buiten Azië weinig succes. De opvolger van GameKing, Handy Game, was daarom ook enkel beschikbaar in Azië.

## GameKing I (GM-218)
De eerste GameKing console is een 8-bit draagbare spelcomputer met een WDC 65C02 CPU tegen een snelheid van 6.0 MHz. Uiterlijk lijkt het toestel op een Game Boy Advance en de behuizing is beschikbaar in tal van (over het algemeen) felle kleuren. Het toestel gebruikt 2 AAA batterijen. Het heeft geen achtergrondlicht. De console kan meerstemmige muziek afspelen alsook digitale geluidseffecten. Waarschijnlijk heeft het toestel geen interne synthesizer-chip, maar wordt gebruikgemaakt van 8 kilohertz opgenomen geluiden gezien muziekscores zeer kort zijn en in loops worden herhaald. Daarnaast betreft het een toestel dat slechts 4 grijstinten kan weergeven. De schermresolutie is beperkt tot 48*32 pixels en heeft een lage refresh rate. Verder zijn er weinig bijkomende instellingen en teksten/spellen zijn slecht leesbaar. Het toestel wordt geleverd met 3 interne spellen. Bijkomende spellen kunnen gespeeld worden via aangekochte spelcartridges.

## GameKing II (GM-219)
De GameKing II lijkt uiterlijk meer weg te hebben van Sony's PlayStation Portable en is enkel beschikbaar in sobere kleuren zoals zwart, grijs en wit. Dit toestel gebruikt 3 AAA batterijen: 2 voor de hardware en 1 voor de combinatie luidspreker en achtergrondlicht. Wanneer deze laatste batterij niet in het toestel zit (of leeg is), zal de GameKing II wel opstarten en kan men spelletjes spelen, maar zonder geluid en achtergrondlicht.
Hoewel de verpakking de illusie geeft dat de lcd kleuren toont, is dit niet. Het toestel heeft op de achtergrond een transparante plastic met daarop een kleurentekening. Het achtergrondlicht kleurt deze tekening nog extra op. De gebruiker kon deze gekleurde tekening eenvoudig uit het toestel halen.
Ook dit toestel werd standaard geleverd met 3 interne spellen.

### Compatibiliteit tussen GameKing I en GameKing II
Beide modellen zijn compatibel met elkaar. Spellen voor GameKing I kan men spelen op GameKing II en omgekeerd. Het grootste verschil is de voeding: GameKing I gebruikt een voeding van 3 volt gelijkspanning, en de GameKing II 4,5 volt gelijkspanning. Deze extra stroom is onder andere nodig voor het achtergrondlicht.

## GameKing III
Er verschenen 3 modellen van dit type met elk 1 intern spel. Spellen van GameKing I en GameKing II zijn speelbaar op GameKing III.

### GameKing III (GM220)
In 2005 verscheen GameKing III. Hoewel de verpakking dezelfde kleurenachtergrond toont als GameKing II, betreft het hier wel degelijk een toestel dat 64 kleuren kan tonen. Het toestel kleurt spellen van GameKing I en GameKing II automatisch in.

### GameKing III (GM-221)
Dit model is hardwarematig hetzelfde als GM-220, maar de vorm van het toestel en de drukknoppen zijn anders.

### GameKing III (GM-222)
Hoewel het product werd aangekondigd als een GameKing III, lijkt het eerder een opvolger te zijn van GameKing II. De kleuren-lcd werd weer vervangen door een zwart/wit lcd. Ook het achtergrondlicht werd verwijderd.

## Handy Game (GM-228)
De opvolger van de GameKing is de Handy Game. Deze is niet compatibel met GameKing, maar wel met NES hardware clones. Daarnaast kan het toestel worden aangesloten op een televisie. De Handy Game bevat intern 25 spellen, bijkomende spellen kunnen gespeeld worden via aangekochte spelcartridges.